# قيطح (ريمة)

تعديل مصدري - تعديل

قرية قيطح هي إحدى قرى عزلة بني الضبيبي الواقعة ضمن
مديرية الجبين التابعة لمحافظة ريمة،
بلغ تعداد سكانها (1161) نسمة حسب تعداد اليمن لعام 2004.

## المحلات التابعة للقرية
| - حجيه - البطنه - ظمارة - الحجن - الصلبة - الجلاميه - المغربة - البحت - الشعيبه - الغيل - حضرون | - العدر - القرطه - الوقش - القلاطيع - الغباب - المقاهي - النحس العالي - حبيل عضه - الظهار |

## روابط خارجية
- الدليل الشامــل